# Thalamitoides tridens
Thalamitoides tridens är en kräftdjursart som beskrevs av Alphonse Milne-Edwards 1869. Thalamitoides tridens ingår i släktet Thalamitoides och familjen simkrabbor. Inga underarter finns listade i Catalogue of Life.